# Zevulunské údolí
Zevulunské údolí (hebrejsky עמק זבולון‎, Emek Zevulun) je údolí v Izraeli, v Severním a Haifském distriktu východně a severovýchodně od Haify, které tvoří část Izraelské pobřežní planiny.

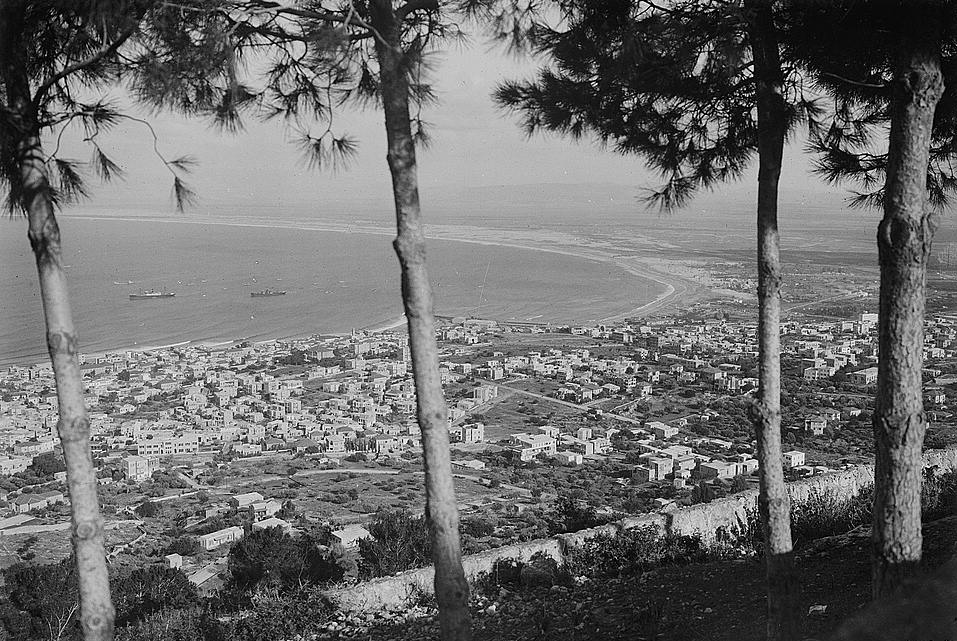
Pohled z Haify na Zevulunské údolí ve 20.–30. letech 20. stol.

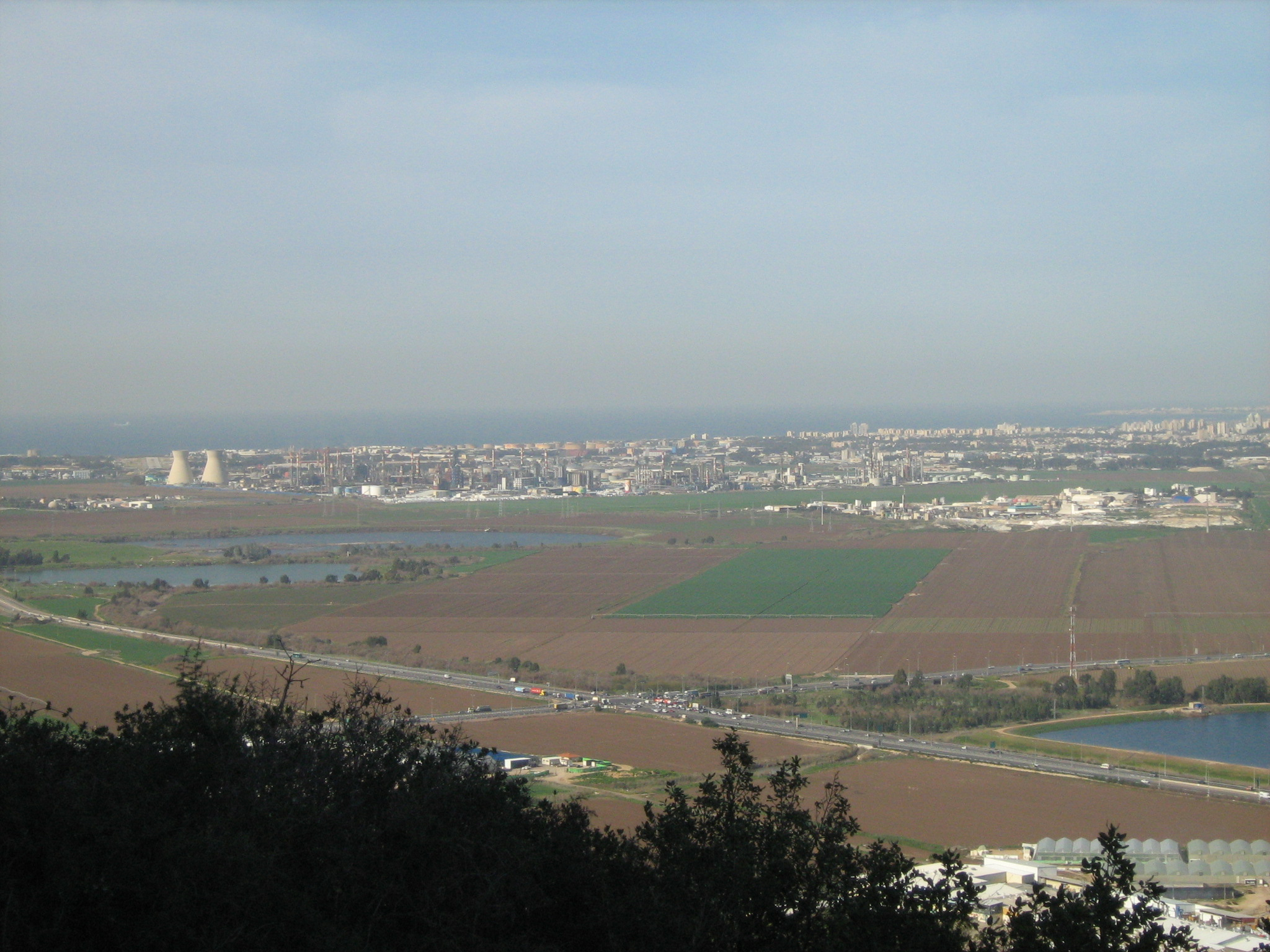
Celkový pohled na Zevulunské údolí, v pozadí aglomerace Krajot

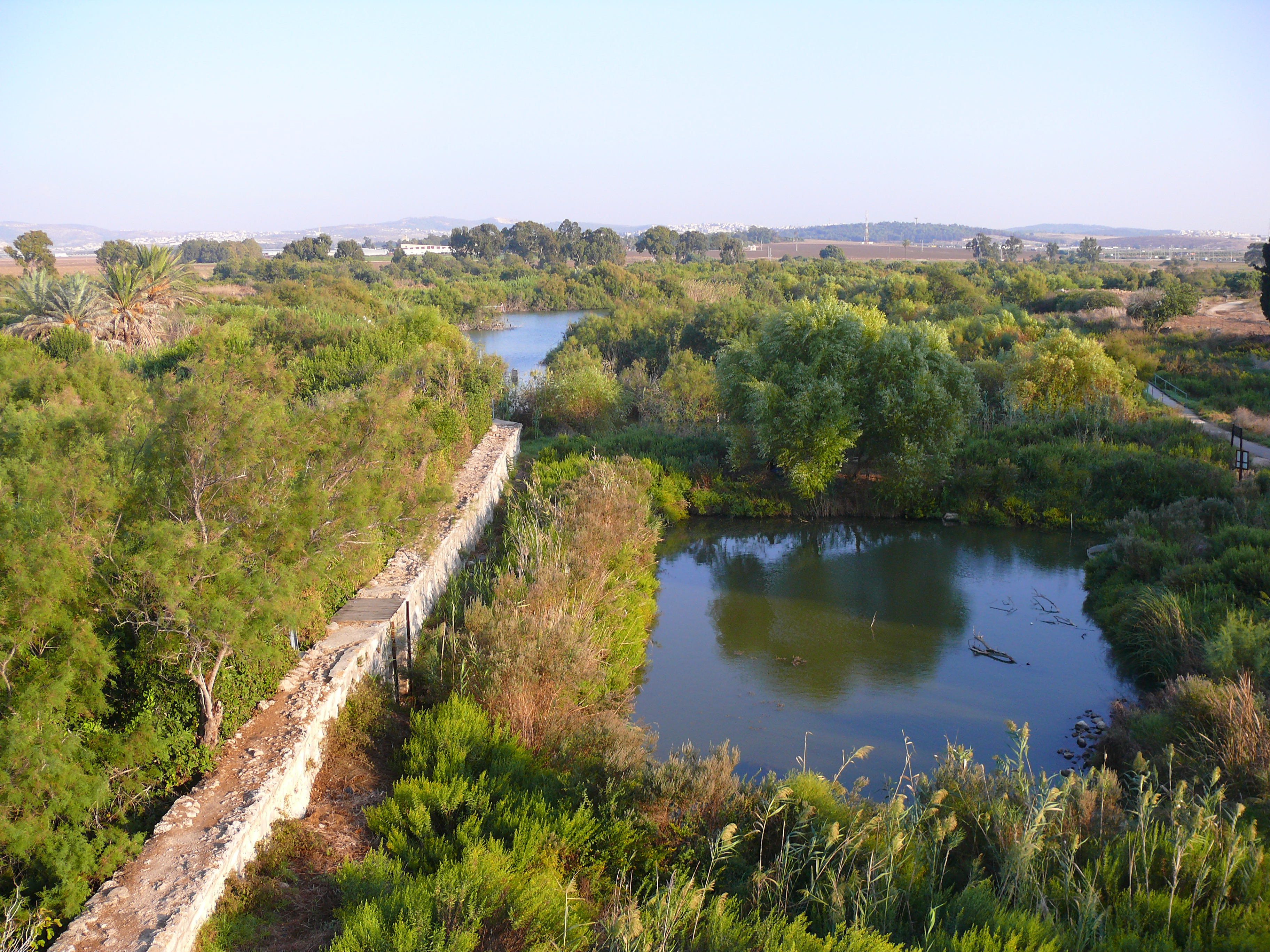
Torzo původních močálů v Zevulunském údolí, rezervace Ejn Afek poblíž vesnice Afek

Údolí je na západní straně ohraničeno pobřežím Středozemního moře, respektive Haifského zálivu. Na severu jej omezuje vodní tok Nachal Na'aman, na východě pahorky Dolní Galileje a na jihu horský masiv Karmel. Jižní částí údolí protéká řeka Kišon, do které tu ústí potok Nachal Cipori. Na délku měří údolí cca 14 kilometrů, na šířku cca 9 kilometrů.
Pojmenováno je podle biblického kmene Zebulůn též Zabulón, který sídlil v této oblasti a který zmiňuje například Kniha Jozue 19,10.
Zatímco v biblických dobách bylo údolí dějištěm četných událostí a bitev, v raném novověku bylo prakticky opuštěné. Řeka Kišon a další vádí směřující přes něj k moři zde totiž vytvořily soustavu močálů, které neumožňovaly větší lidské osídlení a ze kterých se navíc šířila malárie.
Novověké židovské osídlení zde vznikalo od 20. let 20. století (vesnice Kfar Chasidim z roku 1924). K největší pozemkové transakci tu došlo roku 1928, kdy do židovského vlastnictví přešel pobřežní pás. Na písečných dunách lemujících Haifský záliv tu pak vyrůstala rezidenční předměstí v aglomeraci Haify (takzvaná Krajot).
V současnosti je většina plochy údolí intenzivně zemědělsky využívána (uprostřed údolí se nachází město Kirjat Ata založené roku 1925, tehdy ovšem coby malá zemědělská vesnice). Pobřežní pás je hustě osídlen a u ústí Kišonu jsou situovány průmyslové areály. Východní okraj údolí lemují pahorky Dolní Galileje s pásem měst, která obývají izraelští Arabové (například Šfar'am, Tamra nebo I'billin).
Enklávy původní močálovité krajiny se dochovaly jen v přírodních rezervacích (například Ejn Afek poblíž Tel Afeku).